# Góra Potrójna
Góra Potrójna (847 m), Potrójna – szczyt w głównym grzbiecie Pasma Łamanej Skały w Beskidzie Małym. Znajduje się pomiędzy Leskowcem (918 m) a przełęczą Beskidek (799 m). Na mapie Compass zaznaczony jest jako szczyt, ale na topograficznej mapie Geoportalu nazwą Potrójna Góra opisany jest cały grzbiet od Leskowca po szczyt Na Beskidzie. W istocie cały ten odcinek grzbietu jest bardzo równy i Góra Potrójna jest bardzo niewybitnym wierzchołkiem. Jest całkowicie porośnięta lasem. Jej południowo-wschodnie stoki opadają do doliny Sikorówki (miejscowość Targoszów), w północno-zachodnim kierunku natomiast tworzy krótki grzbiet Klimaski oddzielający doliny potoków Ryta i Klimaska – obydwie w miejscowości Rzyki.
Przez Potrójną prowadzą trzy szlaki turystyczne (dwa szlaki PTTK i Szlak Papieski). Nazwa Potrójna pochodzi od osiedla Potrójna w Rzykach.
Szlaki turystyczne
 Mały Szlak Beskidzki na odcinku: Przełęcz Kocierska – Potrójna – Łamana Skała – rozdroże pod Smrekowicą – Góra Potrójna – przełęcz Beskidek – Leskowiec – schronisko PTTK Leskowiec – Krzeszów – Zembrzyce.
 Przydawki – Gołasie – Przełęcz pod Mladą Horą – Anula – rozdroże pod Smrekowicą – Smrekowica – Na Beskidzie – Góra Potrójna – przełęcz Beskidek – Leskowiec. Czas przejścia 3:30 h, 3 h